# Zlatko Baloković
Zlatko Baloković (Zagreb, 21. ožujka 1895. – Venecija, 29. ožujka 1965.), hrvatski violinist.

## Životopis
Bio je učenikom hrvatskog i češkog glazbenog pedagoga Vaclava Humla.
Koncertnu karijeru započeo je 1913. godine i ubrzo stekao međunarodnu reputaciju koncertirajući širom Europe i SAD-a, gdje se 1924. godine i nastanio. 
Tijekom svoje pedesetogodišnje koncertne aktivnosti ostvario je repertoar od glazbe 18. stoljeća do suvremenih hrvatskih autora. Godine 1946. i 1954., posjetivši domovinu, održao je niz koncerata u Hrvatskoj.
Od 1947. je počasnim građaninom Subotice.
Hrvatska akademija znanosti i umjetnosti stekla je donacijom Zlatka Balokovića (1968.)  violinu  Guarneri King  (1735.), koja je zbog svojih iznimnih umjetničkih karakteristika svrstana među devet najznačajnijih uradaka talijanskog graditelja violina.